# Сражение при Санта-Фе
Сражение при Санта-Фе (англ. Battle of Santa Fe) или Захват Санта-Фе, или сражение при Каньончито — сражение американо-мексиканской войны без выстрелов и потерь, в ходе которого 15 августа 1846 года американская армия заняла город Санта-Фе, столицу мексиканской провинции Нью-Мексико. Это событие привело к установлению власти правительства США над территорией Нью-Мексико, формирование «временной территории Нью-Мексико» и её первой администрации.

## Предыстория
Оккупация Санта-Фе планировалась как одна из самых первых операций американо-мексиканской войны. Это было необходимо для обеспечения безопасности торговых караванов, а также для эффективного контроля всей провинции. Основное же наступление планировалось на запад, к океану. Администрация Полка была уверена, что местное население не окажет сопротивления, и что получится договориться с местными администрациями не чинить препятствий караванной торговле, несмотря на войну. 13 мая губернатор Миссури призвал собрать 8 конных рот и 2 роты лёгкой артиллерии для экспедиции в Нью-Мексико. Командование было поручено полковнику 1-го драгунского полка, Стивену Карни.
Уже 6 июня добровольцы собрались в форте Линвенворт, и был собран отряд численностью 1600 человек. Из них драгунский отряд Карни составлял 300 человек, а 1-й верховой миссурийский полк полковника Александра Донифана — 860. Артиллерия насчитывала примерно 250 человек и состояла из роты А (капитан Уайтмэн) и роты капитана Фишера. Эти две роты были сведены в батальон под командованием майора Кларка, выпускника Вест-Пойнта. В отряде присутствовал так же отряд индейцев делавар и шони (50 человек) и католический священник, знающий испанский язык.
Карни не стал дожидаться формирования отряда и уже 5 июня выступил на юго-запад из форта Ливенворт во главе своего отряда в 300 драгун. 28 июня был в пути весь полк Донифана, а через два дня начали марш и артиллерийские батареи. 29 июля весь отряд собрался неподалёку от форта Бент. Здесь Карни обнаружил каваран в 400 повозок с товарами примерно на миллион долларов, который остановился здесь после того, как узнал о начале войны с Мексикой.
Мануэль Амихо, губернатор провинции Нью-Мексико, ещё в марте получил от правительства предупреждение о возможности начала войны и ему было приказано начать готовиться к обороне. 17 июня он уже знал о наступлении Карни. Американский консул Мануэль Альварес посоветовал ему сдаться, хотя бы потому что лучше быть гражданином Америки, чем такой дезорганизованной страны, как Мексика. Но Амихо всё же решил принять бой и 1 июля запросил у соседних провинций помощи. Из Чиуауа ему обещали прислать 500 кавалеристов и 500 пехотинцев, а также была вероятность прибытия помощи из Дуранго. До их прибытия в распоряжении Амихо было примерно 3-4 тысячи человек, в основном ополченцы. Между тем 31 июля Карни издал прокламацию, в которой сообщил, что готовится вступить в Нью-Мексико, призвал граждан Мексики не оказывать сопротивления и обещал гарантировать гражданские и религиозные права. Аналогичное обращение было адресовано лично генералу Амихо: Карни писал, что сопротивление будет бесполезным и только повлечёт ненужные жертвы.
1 августа отряд Карни выступил из лагеря и вошёл на территорию Нью-Мексико. 14 августа прибыл ответ от Амихо: тот потребовал от Карни остановиться и начать переговоры, обещая, что иначе вся провинция поднимется против него, а сам Амихо встанет во главе сопротивления. Карни продолжил марш и 15 августа был в Лас-Вегасе, где принял клятву верности у населения городка, и Лас-Вегас мирно перешёл под управление США.

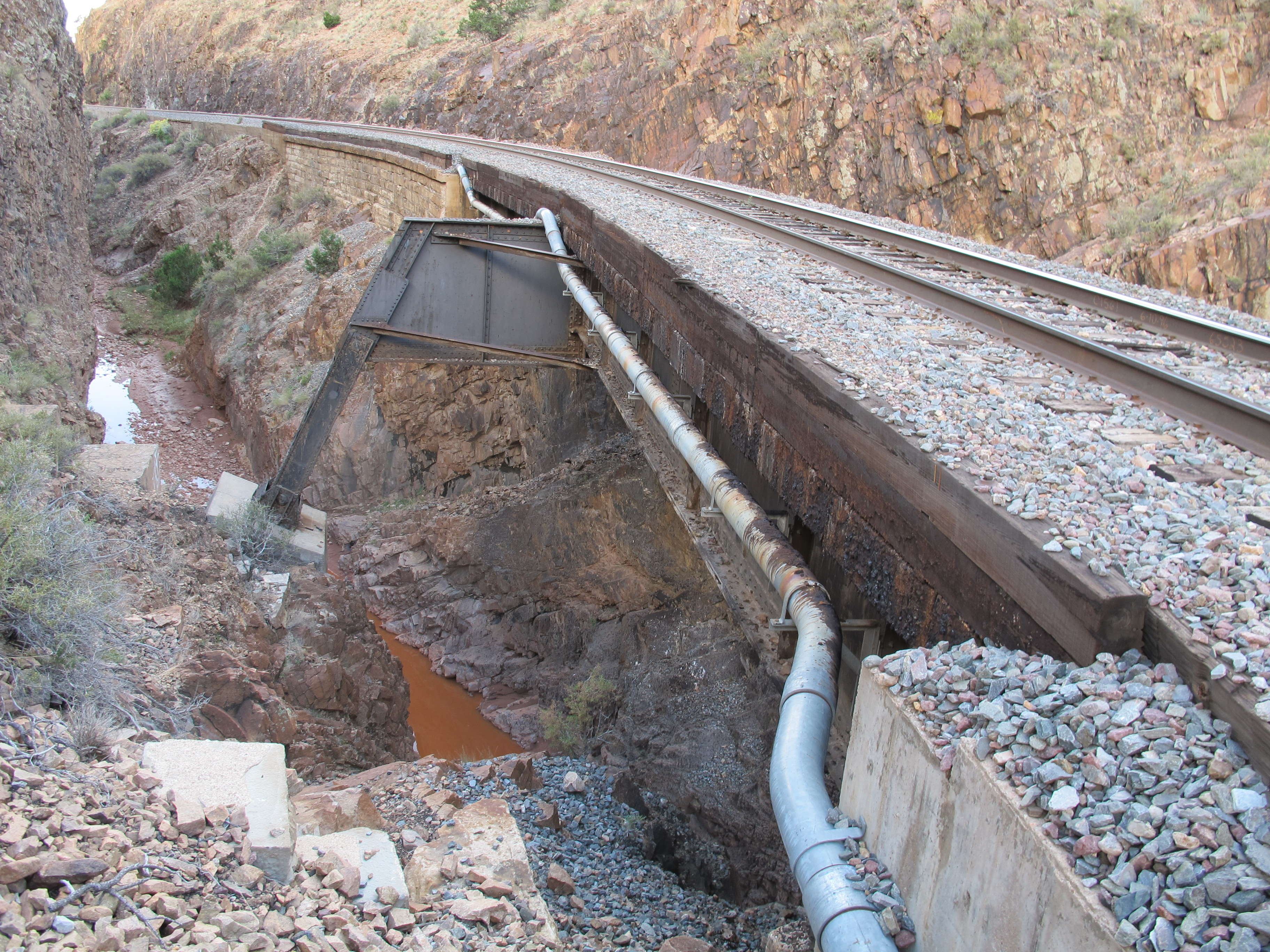
Мост в каньоне Апач в наше время

Администрация Полка ожидала, что население провинции Нью-Мексико не окажет сопротивления, но этот расчёт не оправдался. Мексиканцы и индейцы ожидали насилия со стороны американцев и были готовы сражаться. 8 мая Амихо издал прокламацию, где призвал всех браться за оружие и вставать на защиту «священной независимости». Сам он надеялся избежать сражения, но ряд лиц (католические священники, офицер Диего Арчулета, офицеры ополчения Мануэль Чавес и Мигель Рино) вынудили его готовиться к обороне. 9 августа Амихо занял позицию у каньона Апач, и 16 километрах юго-восточнее Санта-Фе. В этот день Амихо встретился с мексиканским торговцем Гонсалесом и кентуккийским торговцем Джеймсом Магоффином. Они обратили внимание Амихо на то, что эффективная оборона едва ли возможна, а при американцах вырастут цены на землю и увеличатся таможенные пошлины. Между тем помощь от соседних провинций не поступала, правительство бездействовало, и Амихо не был уверен в лояльности населения. 16 августа Амихо прибыл в каньон Апач, где у него произошёл конфликт с полковником Мануэлем Пиньо. Пиньон требовал немедленно атаковать американцев силами регулярных частей, Амихо же хотел сохранить их для своей охраны. Пиньо обвинил его в предательстве, и в итоге Амихо, испугавшись своей армии более чужой, приказал ополчению разойтись по домам. Обнаружив разногласия в командовании, ополченцы пали духом и 17 августа покинули позицию. Регулярные офицеры, собравшись на совет, решили отступить. Амихо с отрядом в 90 драгун ушёл в Чиуауа.

## Взятие Санта-Фе
В тот же день, 17 августа, Карни узнал о том, что Амихо бежал. Утром 18 августа американцы отказались от планов найти тропу в обход каньона Апач и отправились на Санта-Фе прямо через каньон. Они нашли в каньоне брошенные укрепления, завалы и заклёпанное орудие. Пройдя 28 миль через каньон Карни в 15:00 вышел к Санта-Фе. Его армия ничего не ела весь день, поэтому, оставив орудия на господствующей высоте у города, американцы сразу вошли в Санта-Фе. Был поднят американский флаг, дан салют из 13-ти орудий, после чего армия вернулась на ночёвку в лагерь на высоте около орудий.

## Последствия

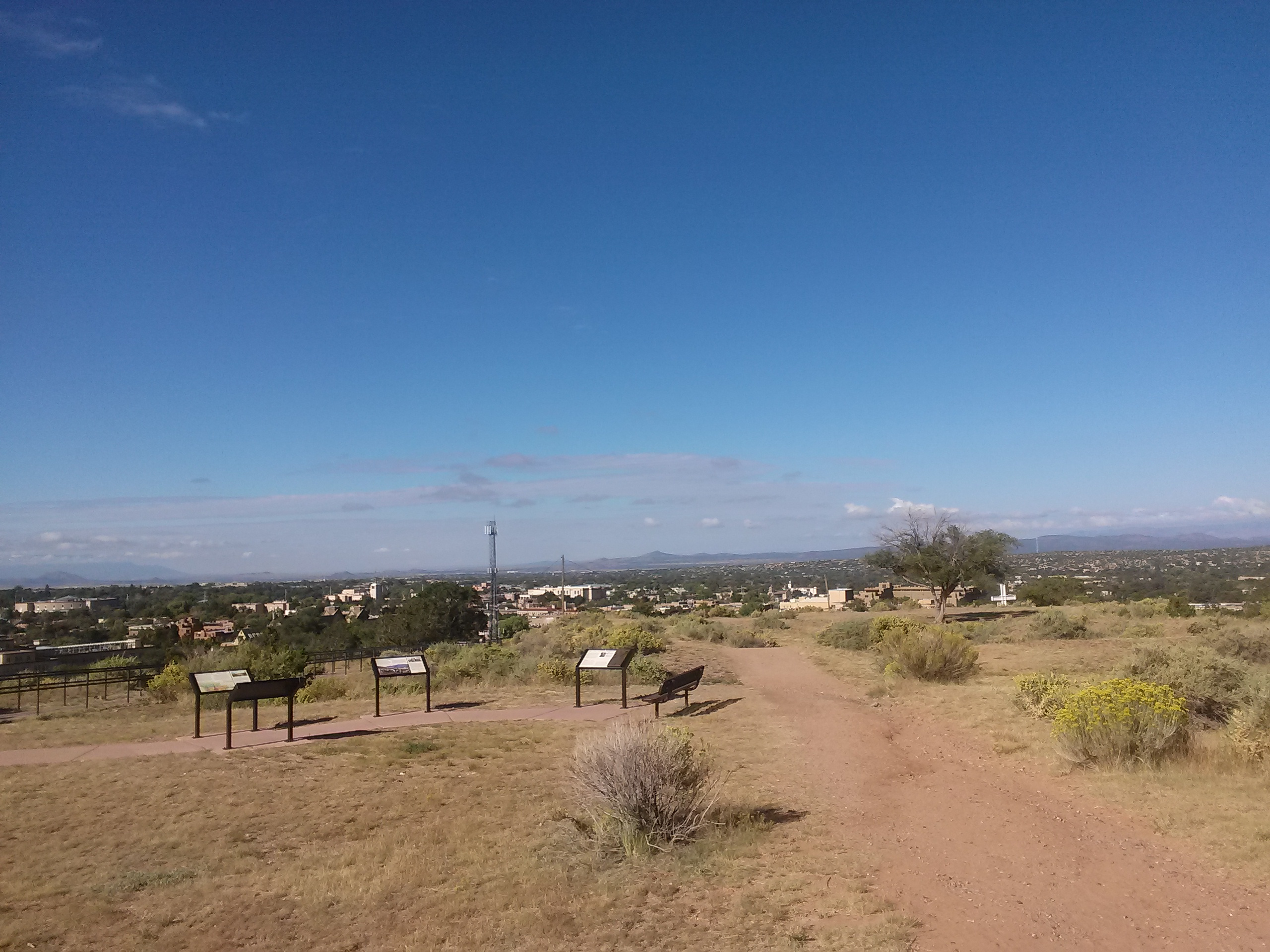
Территория форта Марси в наше время

19 августа горожане Санта-Фе были собраны на площади, и Карни обратился к ним примерно с той же речью, что и в Лас-Вегасе и в Сан-Мигеле. 22 августа он издал прокламацию, где объявил, что намерен занять и удерживать провинцию Нью-Мексико в её изначальных границах. Он объявил, что США освобождает горожан от подданства Мексики и теперь считает их гражданами США, и будет защищать их постольку, поскольку они будут мирно себя же вести. Те же, кто поднимет оружие против правительства будут считаться предателями и с ними поступят соответственно. Он так же доложил генералу Вулу, что занял Санта-Фе не пролив ни одной капли крови, и что горожане настроены мирно.
2 сентября Карни взял отряд в 700 человек и совершил двухнедельную поездку вниз по Рио-Гранде для изучения обстановки. Вернувшись, он написал отчёт о том, что граждане в целом довольны изменениями и охотно обеспечивают армию необходимыми припасами. Он писал, что не думает встретить организованного сопротивления, и собирается предпринять меры по защите населения от набегов индейцев навахо. 22 сентября Карни сообщил в Вашингтон, что он сформировал временное правительство территории Нью-Мексико и разработал законы для этого правительства. Он назначил Чарльза Бента губернатором, Донациано Вигила — секретарём, Ричарда Даллана — маршаллом, Чарльза Бламера — казначеем. После этого он собрал 5 рот 2-го драгунского полка и небольшой отряд инженеров-топографов и 25 сентября покинул Санта-Фе, направляясь в Калифорнию.